# Grone (Lombardei)
Grone ist eine italienische Gemeinde (comune)  mit 913 Einwohnern (Stand 31. Dezember 2023) in der Provinz Bergamo, Region Lombardei.

## Geographie
Grone liegt 20 Kilometer östlich der Provinzhauptstadt Bergamo und 70 Kilometer nordöstlich der Metropole Mailand.

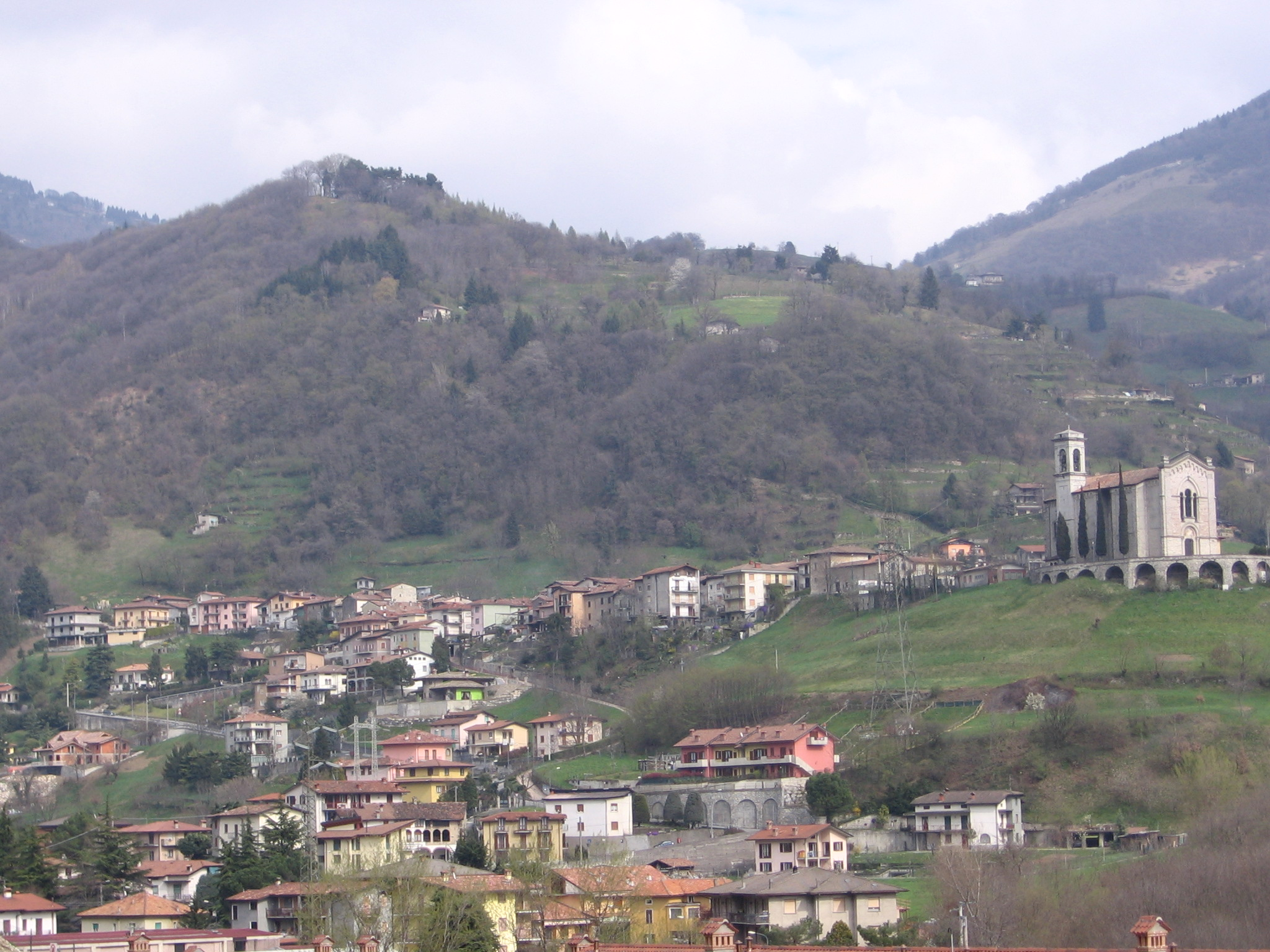
Grone

Die Nachbargemeinden sind Adrara San Martino, Berzo San Fermo, Casazza, Monasterolo del Castello und Vigano San Martino.

## Geschichte
Von 1928 bis 1947 bildete sie gemeinsam mit Berzo San Fermo, Borgo di Terzo und Vigano San Martino die Gemeinde Borgounito.